# Lokalkaplanei
Die Lokalkaplanei ist eine Bezeichnung aus der josephinischen Kirchenreform der 1780er-Jahre in den Habsburgischen Erblanden. Ehemalige Kloster- und Wallfahrtskirchen sowie dörfliche Filialkirchen, zu denen nur kleine Wohngemeinden gehörten, wurden, wenn nicht profaniert, einem definierten Seelsorgsbezirk zugeordnet und mit einem Lokalkaplan besetzt, der rechtlich und finanziell einem Pfarrer nicht gleichgestellt war. Um 1880 wurde die Rechtsform der Lokalkaplanei aufgehoben; die Kirchen wurden entweder Pfarr- oder Filialkirchen. Die inzwischen eingebürgerte Bezeichnung blieb jedoch vielfach in Gebrauch.